# Benedetto Strozzi

Stemma degli Strozzi

Benedetto Strozzi (Mantova, ... – post 1467) è stato un condottiero e politico italiano.

## Biografia
Era figlio di Uberto, del ramo di Mantova degli Strozzi, e di Lucrezia Salviati.
Fu creato cavaliere nel 1451 dall'imperatore Federico III d'Asburgo, di passaggio da Mantova verso Roma. Nel 1456 venne ammesso al "Consiglio dei Cento" della città di Mantova. Ricoprì probabilmente l'incarico di governatore della Garfagnana per conto degli Estensi.

## Discendenza
Sposò in prime nozze Caterina Gonzaga di Novellara, vedova di Francesco III Ordelaffi, detto "Cecco", signore di Forlì, e in seconde nozze Lucrezia Guicciardini. Ebbe cinque figli:
- Domenico
- Francesco (?-dopo 1495), fu al servizio degli Sforza di Milano e ottenne nel 1474 il feudo di Montalto Pavese, divenendo capostipite della linea "Strozzi conti di Montaldo"
- Gianfrancesco
- Baldassarre
- Uberto, militare, sposò Ludovica Visconti